# Европске игре 2015.
Европске игре 2015. (енгл. 2015 European Games, азер. 2015 Avropa Oyunları) су прво издање Европских игара. Одржане су у главном граду Азербејџана, Бакуу.

## Избор домаћина
Дана 8. децембра 2012, на 41. Генералној скупштини Европског олимпијског комитета у Риму, одлучено је да се одрже прве европске игре. Скупштини је присуствовало 49 националних олимпијских комитета, а одлучено је да Баку, главни град Азербејџана, буде организатор првих игара.
Одлука је донета тајним гласањем, где је од 48 гласова, 38 гласало за Азербејџан, осам је било против, а два су била уздржана. Представници Јерменије одбили су да учествују у гласању.

## Организација
Организациони одбор је одговоран за оснивање европских игара у Бакуу, које су настале уредбом председника Азербејџана. Организационим одбором председава прва жена Азербејџана Мехрибан Алијева, која је члан извршног одбора националног олимпијског комитета републике Азербејџана. Комитет (БЕГОЦ) је основан под руководством председника организациног одбора. Извршни директор Бегоца је Азад Рахимов, министар омладине и спорта, док је главни оперативни директор Симон Клег.

### Припрема
Симон Клег је 8. новембара 2014. године изјавио да нема никаквих проблема, све иде по плану, и да ће се испунити сви рокови за организовање првих Европских игара које ће се одржати у Бакуу.

### Такмичарска места
Постоје 18 такмичарских места за одржавање Европских игара. Од 18 такмичарских места 12 је трајних. Од тих 12 места 5 је изграђено пред Европске игре а то су: Национална гимнастичка дворана, Бемикс велопарк, Центар за водене спортове Баку, Стреличарски центар Баку и Национални стадион Баку. Постоји 6 привремених места као што су: Ватерполо дворана, Пјешчана дворана, Кошаркашка дворана, Планински бициклизам велопарк, Триатлон, Бициклистичка стаза.
Олимпијско село се налази у Бакуу у рејону Низами. Село обухвата 13 објеката, 16 ратличитих врста станова са три до четири спаваће собе по стану.
| Легенда | Легенда    |
| ------- | ---------- |
| ПО      | Постојећи  |
| Н       | Нови       |
| ПР      | Привремени |

Село
| Простор                        | Спорт                | Капацитет |   |
| ------------------------------ | -------------------- | --------- | - |
| Олимпијски стадион у Бакуу     | Церемоније, Атлетика | 68,000    | Н |
| Национална гимнастичка дворана | Гимнастика           | 6,862     | Н |

Застава трг
| Место              | Спорт                             | Капацитет |    |
| ------------------ | --------------------------------- | --------- | -- |
| Водени центар Баку | Пливање, Роњење, Синхроно пливање | 6,000     | Н  |
| Ватерполо арена    | Ватерполо                         | 2,400     | ПР |
| Пјешчана арена     | Фудбал на песку, Одбојка на песку | 3,900     | ПР |
| Кошаркашка арена   | Кошарка 3x3                       | 2,500     | ПР |
| Кристална дворана  | Одбојка                           | 6,000     | ПО |
| Кристална дворана  | Бокс                              | 3,400     | ПО |
| Кристална дворана  | Мачевање, Карате, Теквондо        | 2,000     | ПО |

Град
| Место                               | Спорт                  | Капацитет |    |
| ----------------------------------- | ---------------------- | --------- | -- |
| Спортска дворана у Бакуу            | Бадминтон, Стони тенис | 1,700     | ПО |
| Републички стадион Тофика Бахрамова | Стрељаштво             | 3,000     | ПО |
| Хејдар Алиев Арена                  | Џудо, Рвање, Самбо     | 7,700     | ПО |

Остала места
| Место                         | Спорт                | Капацитет |    |
| ----------------------------- | -------------------- | --------- | -- |
| Стреличарски центар у Бакуу   | Стреличарство        | 500       | Н  |
| Планински бициклизам велопарк | Планински бициклизам | 1,670     | ПР |
| BMX велопарк                  | Бициклизам BMX       | 1,600     | Н  |
| Плажа                         | Триатлон             | 1,500     | ПР |
| Мингечевир                    | Кајак и кану         | 1,300     | ПО |

### Инфраструктура
Јуна 2014. године министарство комуникација и високих технологија Азербејџана је развило план о слободном кориштењу Вај-фаја који ће покривати град Баку. Пројекат би требало да покрије сва јавна места у Бакуу, као што су паркови, стадиони и тршни центри.

### Визна политика
У складу са уговором који је потписао председник републике Азербејџана 8. августа 2014. године, да странци и особе без држављанства Азербејџана који стално бораве у иностранству и који имају карте за Европске игре да по доласку могу добити визу у конзуларном одељењу Азербејџана министарства иностраних послова. Они се налазе на меџународним аеродромима Азербејџана и ова процедура ће бити доступна од 2. јуна 2015. године. Да бисте добили визу по доласку, морате купити карту и да добијете своју потврду о купопродаји. Потребно је да покажете карту коју сте купили или потврду о купопродаји, и добићете визу.

### Улазнице (Карте)
Ова страница постоји Сигн-ап страна како би омогућила гледаоцима да покажу своје интересовање за куповину карата за манифестацију која ће се одржати у љето 2015. године. Интернет страница омогућава меџународним и Азербејџанским навијачима да затраже улазницу, најновије информације о спортском програму као и да примају све новости из Бакуа 2015. године.

### Волонтери
Комитет БЕГОЦ ће регрутовати 12.000 волонтера за време Европских игара.

### Церемонија отварања
Свечано отварање одржаће се 12. јуна, а церемонију отварања режираће грчки сценариста Димитрис Папајоану који је радио на сценографији током Летњих олимпијских игара 2004. године. Водећа компанија за производњу ватромета, предвођена Скот Гивенсом и Марк Пончером именована је да произведе ватромет за врeме отварања Европских игара у Бакуу,(Чланак: Ватромет за вријеме свечаног отварања). 
Свечано отварање одржаће се у Националном стадиону. Национални стадион у Бакуу је мултифункционалан и дизајниран је за церемоније, за одржавање фудбалских утакмица, а и задовољава атлетске услове. Стадион би требало да буде готов до фебруара 2015. године.

### Церемонија затварања
Церемонија затварања је одржана 28. јуна на Националном стадиону.

## Игре

### Земље учеснице
Преко 6.000 спортиста из 50 европских земаља је учествовало у оснивачком издању Европских игара.
| Земље учеснице |
| --- |
| Квалификоване земље - Албанија (28) - Андора (31) - Јерменија (25) - Аустрија (143) - Азербејџан (290) (домаћин) - Белорусија (152) - Белгија (118) - Босна и Херцеговина (56) - Бугарска (127) - Хрватска (106) - Кипар (23) - Чешка (130) - Данска (65) - Естонија (58) - Финска (106) - Француска (250) - Грузија (105) - Немачка (270) - Уједињено Краљевство (160) - Грчка (138) - Мађарска (201) - Исланд (19) - Ирска (62) - Израел (141) - Италија (287) - Косово (18) - Летонија (67) - Лихтенштајн (10) - Литванија (74) - Луксембург (61) - Македонија (45) - Малта (61) - Молдавија (87) - Монако (6) - Црна Гора (55) - Холандија (120) - Норвешка (57) - Пољска (212) - Португал (100) - Румунија (147) - Русија (359) - Сан Марино (18) - Србија (132) - Словачка (178) - Словенија (83) - Шпанија (215) - Шведска (75) - Швајцарска (130) - Турска (191) - Украјина (246) |

### Спортови
Укупно 22 спортова ће бити представљено на Европским играма: 18 олимпијских спортова и 4 не олимпијска спорта. Преко Европских игара репрезентације ће се кроз 11 спортова моћи квалификовати за Летње олимпијске игре 2016. у Риу.
| - Атлетика (детаљи) - Бадминтон - Бициклизам - Бокс - Водени спортови - Ватерполо (2) (детаљи) - Пливање - Синхроно пливање - Скокови у воду |  | - Гимнастика - Кајак и кану - Карате - Кошарка (2) (детаљи) - Кошарка 3 на 3 - Мачевање - Одбојка (4) (детаљи) - Одбојка (2) - Одбојка на песку (2) |  | - Рвање - Стони тенис - Стреличарство - Стрељаштво (детаљи) - Теквондо - Триатлон (детаљи) - Фудбал на песку (1) (детаљи) - Џудо |

### Распоред Такмичења
Распоред такмичења је састављен за 253 догађаја. Распоред такмичења може бити промењен до почетка Европских игара.
| ЦО | Церемонија отварања | ● | Квалификације | 1 | Финална такмичења | ЦЗ | Церемонија затварања |

| јун              | јун              | 12. пет | 13. суб | 14. нед | 15. пон | 16. уто | 17. сре | 18. чет | 19. пет | 20. суб | 21. нед | 22. пон | 23. уто | 24. сре | 25. чет | 26. пет | 27. суб | 28. нед | Број такмичења |
| ---------------- | ---------------- | ------- | ------- | ------- | ------- | ------- | ------- | ------- | ------- | ------- | ------- | ------- | ------- | ------- | ------- | ------- | ------- | ------- | -------------- |
| Церемоније       | Церемоније       | ЦО      |         |         |         |         |         |         |         |         |         |         |         |         |         |         |         | ЦЗ      |                |
| Стреличарство    | Стреличарство    |         |         |         |         | ●       | 1       | 2       | ●       | ●       | 1       | 1       |         |         |         |         |         |         | 5              |
| Атлетика         | Атлетика         |         |         |         |         |         |         |         |         |         | ●       | 1       |         |         |         |         |         |         | 1              |
| Бадминтон        | Бадминтон        |         |         |         |         |         |         |         |         |         |         | ●       | ●       | ●       | ●       | ●       | 2       | 3       | 5              |
| Кошарка 3 на 3   | Кошарка 3 на 3   |         |         |         |         |         |         |         |         |         |         |         | ●       | ●       | ●       | 2       |         |         | 2              |
| Фудбал на песку  | Фудбал на песку  |         |         |         |         |         |         |         |         |         |         |         |         | ●       | ●       | ●       | ●       | 1       | 1              |
| Бокс             | Бокс             |         |         |         |         | ●       | ●       | ●       | ●       | ●       | ●       | ●       | ●       | ●       | 5       | 5       | 5       |         | 15             |
| Кајак и кану     | Кајак и кану     |         |         | ●       | 5       | 10      |         |         |         |         |         |         |         |         |         |         |         |         | 15             |
| Бициклизам       | Бициклизам       |         | 2       |         |         |         |         | 2       |         | 1       | 1       |         |         |         |         | ●       | ●       | 2       | 8              |
| Роњење           | Роњење           |         |         |         |         |         |         | 2       | 2       | 2       | 2       |         |         |         |         |         |         |         | 8              |
| Мачевање         | Мачевање         |         |         |         |         |         |         |         |         |         |         |         | 2       | 2       | 2       | 3       | 3       |         | 12             |
| Гимнастика       | Гимнастика       |         |         | ●       | 2       |         | 1       | 2       | 3       | 10      | 16      |         |         |         |         |         |         |         | 34             |
| Џудо             | Џудо             |         |         |         |         |         |         |         |         |         |         |         |         |         | 5       | 6       | 5       | 2       | 18             |
| Карате           | Карате           |         | 6       | 6       |         |         |         |         |         |         |         |         |         |         |         |         |         |         | 12             |
| Самбо            | Самбо            |         |         |         |         |         |         |         |         |         |         | 8       |         |         |         |         |         |         | 8              |
| Стрељаштво       | Стрељаштво       |         |         |         |         | 3       | 3       | 1       | 3       | 3       | 3       | 3       |         |         |         |         |         |         | 19             |
| Пливање          | Пливање          |         |         |         |         |         |         |         |         |         |         |         | 7       | 8       | 9       | 7       | 11      |         | 42             |
| Синхроно пливање | Синхроно пливање | ●       | ●       | ●       | 2       | 2       |         |         |         |         |         |         |         |         |         |         |         |         | 4              |
| Стони тенис      | Стони тенис      |         | ●       | ●       | 2       | ●       | ●       | ●       | 2       |         |         |         |         |         |         |         |         |         | 4              |
| Теквондо         | Теквондо         |         |         |         |         | 2       | 2       | 2       | 2       |         |         |         |         |         |         |         |         |         | 8              |
| Триатлон         | Триатлон         |         | 1       | 1       |         |         |         |         |         |         |         |         |         |         |         |         |         |         | 2              |
| Одбојка          | Одбојка          |         | ●       | ●       | ●       | ●       | ●       | ●       | ●       | 1       | 1       | ●       | ●       | ●       | ●       | ●       | 1       | 1       | 4              |
| Ватерполо        | Ватерполо        | ●       | ●       | ●       | ●       | ●       | ●       | ●       | ●       | 1       | 1       |         |         |         |         |         |         |         | 2              |
| Рвање            | Рвање            |         | 4       | 4       | 4       | 4       | 4       | 4       |         |         |         |         |         |         |         |         |         |         | 24             |
| Укупно           | Укупно           |         | 13      | 11      | 15      | 21      | 11      | 15      | 12      | 18      | 25      | 13      | 9       | 10      | 21      | 23      | 27      | 9       | 253            |
| јун              | јун              | 12. пет | 13. суб | 14. нед | 15. пон | 16. уто | 17. сре | 18. чет | 19. пет | 20. суб | 21. нед | 22. пон | 23. уто | 24. сре | 25. чет | 26. пет | 27. суб | 28. нед | Број такмичења |

### Биланс медаља
| Ранг   | Држава               | Злато | Сребро | Бронза | Укупно |
| 1      | Русија               | 79    | 40     | 45     | 164    |
| 2      | Азербејџан           | 21    | 15     | 20     | 56     |
| 3      | Уједињено Краљевство | 18    | 10     | 19     | 47     |
| 4      | Немачка              | 16    | 17     | 33     | 66     |
| 5      | Француска            | 12    | 13     | 18     | 43     |
| 6      | Италија              | 10    | 26     | 11     | 47     |
| 7      | Белорусија           | 10    | 11     | 22     | 43     |
| 8      | Украјина             | 8     | 14     | 24     | 46     |
| 9      | Холандија            | 8     | 12     | 9      | 29     |
| 10     | Шпанија              | 8     | 11     | 11     | 30     |
| 11     | Мађарска             | 8     | 4      | 8      | 20     |
| 12     | Србија               | 8     | 4      | 3      | 15     |
| 13     | Швајцарска           | 7     | 4      | 4      | 15     |
| 14     | Турска               | 6     | 4      | 19     | 29     |
| 15     | Белгија              | 4     | 4      | 3      | 11     |
| 16     | Данска               | 4     | 3      | 5      | 12     |
| 17     | Аустрија             | 3     | 6      | 4      | 13     |
| 18     | Румунија             | 3     | 5      | 4      | 12     |
| 19     | Португалија          | 3     | 4      | 3      | 10     |
| 20     | Пољска               | 2     | 8      | 10     | 20     |
| 21     | Грузија              | 2     | 6      | 8      | 16     |
| 22     | Израел               | 2     | 4      | 6      | 12     |
| 23     | Литванија            | 2     | 1      | 4      | 7      |
| 24     | Ирска                | 2     | 1      | 3      | 6      |
| 25     | Хрватска             | 1     | 4      | 6      | 11     |
| 26     | Бугарска             | 1     | 4      | 5      | 10     |
| 27     | Грчка                | 1     | 4      | 4      | 9      |
| 28     | Словачка             | 1     | 3      | 3      | 7      |
| 28     | Шведска              | 1     | 3      | 3      | 7      |
| 30     | Словенија            | 1     | 1      | 3      | 5      |
| 31     | Летонија             | 1     | 0      | 1      | 2      |
| 32     | Чешка                | 0     | 2      | 5      | 7      |
| 33     | Естонија             | 0     | 1      | 2      | 3      |
| 33     | Молдавија            | 0     | 1      | 2      | 3      |
| 35     | Сан Марино           | 0     | 1      | 1      | 2      |
| 36     | Албанија             | 0     | 1      | 0      | 1      |
| 36     | Јерменија            | 0     | 1      | 0      | 1      |
| 36     | Кипар                | 0     | 1      | 0      | 1      |
| 39     | Македонија           | 0     | 0      | 2      | 2      |
| 39     | Норвешка             | 0     | 0      | 2      | 2      |
| 41     | Финска               | 0     | 0      | 1      | 1      |
| 41     | Косово               | 0     | 0      | 1      | 1      |
| 41     | Црна Гора            | 0     | 0      | 1      | 1      |
| Укупно | Укупно               | 253   | 253    | 338    | 844    |

Андора, Босна и Херцеговина, Исланд, Лихтенштајн, Луксембург, Малта и Монако нису освајали медаље.